# Macròfag

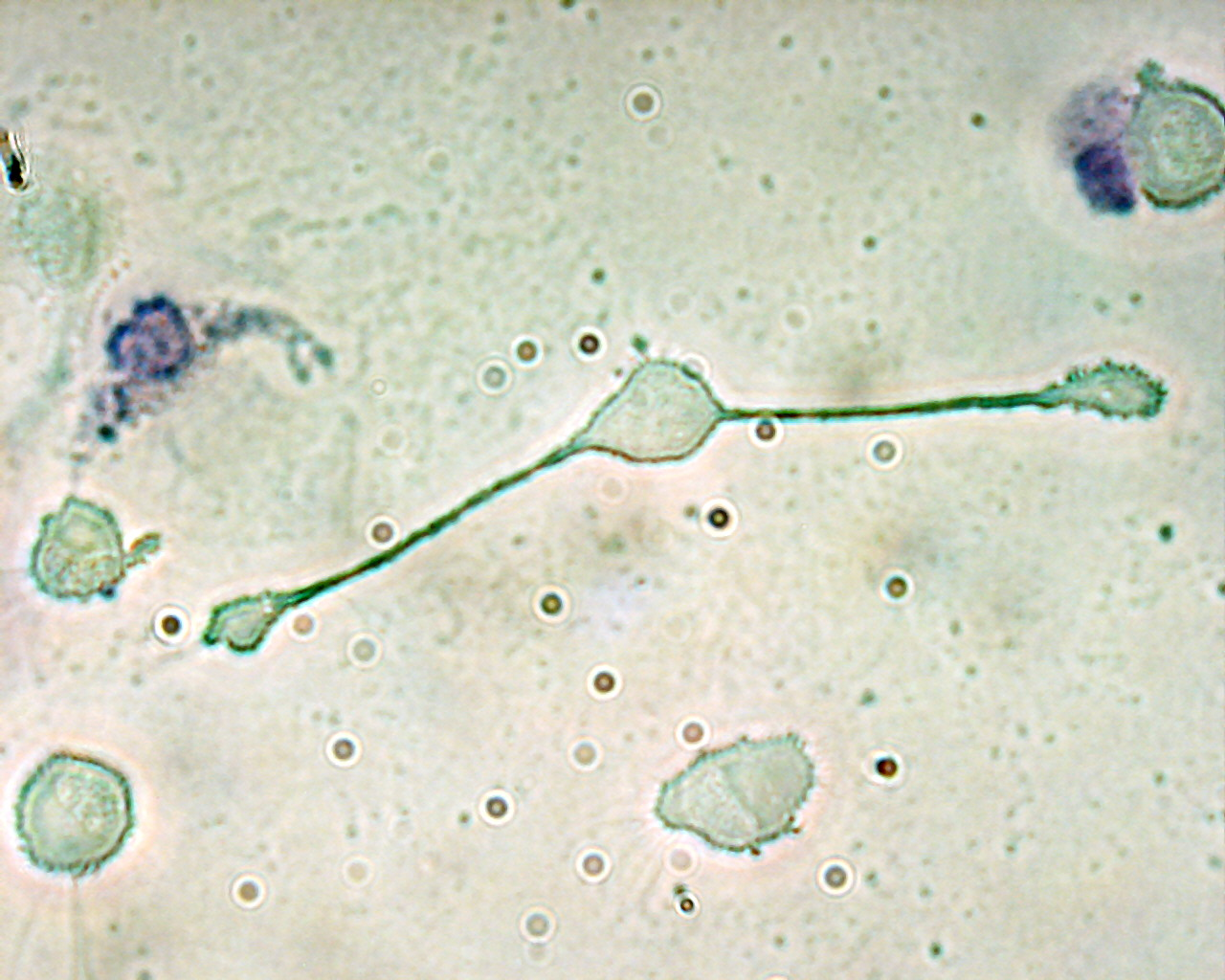
Micrografia d'una preparació enquadrant un macròfag emetent pseudòpodes per fagocitar dues partícules, probablement patògens.

Un macròfag és una cèl·lula amb capacitat immunològica present al teixit conjuntiu. Els macròfags són capaços de migrar mitjançant un moviment ameboide en resposta a estímuls determinats com el sistema del complement. Tenen el seu origen en els monòcits circulants, precursors presents en la medul·la òssia. Són components del sistema fagocític-mononuclear.

## Funcions
- Neteja i defensa del teixit.
- Són atrets per factors quimiotàctics presents als bacteris i els fagociten units a aquests factors de reconeixement.
- Participen activament de la resposta immunitària, ja que són un tipus de cèl·lula presentadora d'antigen, pel que activen els limfòcits B perquè aquests puguin convertir-se en plasmòcits.

## Ultraestructura
- Citoplasma eosinòfil amb vacúols i grànuls.
- Fagosomes i fagolisosomes que intervenen en la fagocitosi.
- Reticle endoplasmàtic rugós i complex de Golgi desenvolupat.
- Microfilaments i microtúbuls amb la finalitat de millorar el moviment i la fagocitosi de partícules estranyes.